# Adiantum myriosorum
Adiantum myriosorum là một loài thực vật có mạch trong họ Adiantaceae. Loài này được Baker mô tả khoa học đầu tiên năm 1898.